# Pothyne flavostictica
Pothyne flavostictica är en skalbaggsart som beskrevs av Stefan von Breuning 1940. Pothyne flavostictica ingår i släktet Pothyne och familjen långhorningar. Inga underarter finns listade i Catalogue of Life.